# La Liga de 2017–18
A La Liga de 2017–18 (conhecida como a La Liga Santander por razões de patrocínio) foi a 87ª edição da La Liga. O Barcelona foi campeão na vitória sobre o Deportivo La Coruña por 4–2, com três rodadas de antecedência.

## Promovidos e Rebaixados
| Pos. | Rebaixados da 1.ª Divisão |
| ---- | ------------------------- |
| 18°  | Sporting de Gijón         |
| 19°  | Osasuna                   |
| 20°  | Granada                   |

| Pos. | Promovidos da La Liga 1\|2\|3 |
| ---- | ----------------------------- |
| 1º   | Levante                       |
| 2º   | Girona                        |
| 3º   | Getafe (play-offs)            |

## Participantes
| Equipe              | Cidade        | Treinador                   | Em 2016–17         | Estádio (mando)        | Capacidade | Títulos        | Material Esportivo |
| ------------------- | ------------- | --------------------------- | ------------------ | ---------------------- | ---------- | -------------- | ------------------ |
| Alavés              | Vitoria       | Abelardo                    | 9°                 | Mendizorroza           | 19.840     | 0 (não possui) | Kelme              |
| Athletic Bilbao     | Bilbau        | Cuco Ziganda                | 7°                 | San Mamés              | 53.289     | 8              | New Balance        |
| Atlético de Madrid  | Madrid        | Diego Simeone               | 3°                 | Wanda Metropolitano    | 73.729     | 10             | Nike               |
| Barcelona           | Barcelona     | Ernesto Valverde            | 2°                 | Camp Nou               | 99.354     | 24             | Nike               |
| Betis               | Sevilha       | Quique Setién               | 15°                | Benito Villamarín      | 52.500     | 1              | Adidas             |
| Celta de Vigo       | Vigo          | Juan Carlos Unzué           | 13°                | Balaídos               | 31.800     | 0 (não possui) | Adidas             |
| Deportivo La Coruña | Corunha       | Clarence Seedorf            | 16°                | Riazor                 | 34.600     | 1              | Macron             |
| Eibar               | Eibar         | Mendilibar                  | 10°                | Ipurua                 | 6.267      | 0 (não possui) | Puma               |
| Espanyol            | Barcelona     | David Gallego (interino)    | 13°                | Cornellà-El Prat       | 40.500     | 0 (não possui) | Joma               |
| Getafe              | Getafe        | Pepe Bordalás               | 3º (Liga Adelante) | Coliseum Alfonso Pérez | 17.393     | 0 (não possui) | Joma               |
| Girona              | Girona        | Pablo Machín                | 2° (Liga Adelante) | Montilivi              | 13.500     | 0 (não possui) | Umbro              |
| Las Palmas          | Las Palmas    | Paco Jémez                  | 14°                | Gran Canaria           | 32.150     | 0 (não possui) | Acerbis            |
| Leganés             | Leganés       | Asier Garitano              | 17°                | Butarque               | 11.450     | 0 (não possui) | Joma               |
| Levante             | Valência      | Paco López                  | 1° (Liga Adelante) | Ciutat de València     | 25.534     | 0 (não possui) | Macron             |
| Málaga              | Málaga        | José González               | 11°                | La Rosaleda            | 30.044     | 0 (não possui) | Nike               |
| Real Madrid         | Madrid        | Zinédine Zidane             | 1°                 | Santiago Bernabéu      | 81.044     | 33             | Adidas             |
| Real Sociedad       | San Sebastián | Imanol Alguacil             | 6°                 | Anoeta                 | 32.076     | 2              | Adidas             |
| Sevilla             | Sevilha       | Joaquín Caparrós (interino) | 4°                 | Ramón Sánchez Pizjuán  | 42.714     | 1              | New Balance        |
| Valencia            | Valência      | Marcelino                   | 12°                | Mestalla               | 54.000     | 6              | Adidas             |
| Villarreal          | Vila-real     | Javier Calleja              | 5°                 | La Cerámica            | 25.000     | 0 (não possui) | Joma               |

## Mudanças de treinadores
| Clube               | Antecessor            | Motivo                    | Data                   | Pos.          | Sucessor                    | Ref.          |
| ------------------- | --------------------- | ------------------------- | ---------------------- | ------------- | --------------------------- | ------------- |
| Sevilla             | Jorge Sampaoli        | Contratado pela Argentina | 20 de maio de 2017     | Pré-temporada | Eduardo Berizzo             | [ 3 ]         |
| Valencia            | Voro                  | Fim do contrato           | 21 de maio de 2017     | Pré-temporada | Marcelino                   | [ 4 ]         |
| Athletic Bilbao     | Ernesto Valverde      | Resignado                 | 23 de maio de 2017     | Pré-temporada | Cuco Ziganda                | [ 5 ]         |
| Betis               | Alexis Trujillo       | Fim do contrato           | 26 de maio de 2017     | Pré-temporada | Quique Setién               | [ 6 ]         |
| Barcelona           | Luis Enrique          | Fim do contrato           | 29 de maio de 2017     | Pré-temporada | Ernesto Valverde            | [ 7 ]         |
| Alavés              | Mauricio Pellegrino   | Resignado                 | 29 de maio de 2017     | Pré-temporada | Luis Zubeldía               | [ 8 ]         |
| Las Palmas          | Quique Setién         | Fim do contrato           | 30 de junho de 2017    | Pré-temporada | Manolo Márquez              | [ 9 ]         |
| Celta de Vigo       | Eduardo Berizzo       | Fim do contrato           | 30 de junho de 2017    | Pré-temporada | Juan Carlos Unzué           | [ 10 ]        |
| Alavés              | Luis Zubeldía         | Demitido                  | 17 de setembro de 2017 | 20º           | Gianni de Biasi             | [ 11 ] [ 12 ] |
| Villarreal          | Fran Escribá          | Demitido                  | 25 de setembro de 2017 | 14º           | Javier Calleja              | [ 13 ]        |
| Las Palmas          | Manolo Márquez        | Resignado                 | 26 de setembro de 2017 | 15º           | Pako Ayestarán              | [ 14 ] [ 15 ] |
| Deportivo La Coruña | Pepe Mel              | Demitido                  | 24 de outubro de 2017  | 17º           | Cristóbal Parralo           | [ 16 ]        |
| Alavés              | Gianni de Biasi       | Demitido                  | 27 de novembro de 2017 | 20º           | Abelardo                    | [ 17 ]        |
| Las Palmas          | Pako Ayestarán        | Demitido                  | 30 de novembro de 2017 | 19º           | Paco Jémez                  | [ 18 ] [ 19 ] |
| Sevilla             | Eduardo Berizzo       | Demitido                  | 22 de dezembro de 2017 | 5º            | Vincenzo Montella           | [ 20 ] [ 21 ] |
| Málaga              | Míchel                | Demitido                  | 13 de janeiro de 2018  | 19º           | José González               | [ 22 ]        |
| Deportivo La Coruña | Cristóbal Parralo     | Demitido                  | 4 de fevereiro de 2018 | 18º           | Clarence Seedorf            | [ 23 ]        |
| Levante             | Juan Muñiz            | Demitido                  | 4 de março de 2018     | 17º           | Paco López                  | [ 24 ]        |
| Real Sociedad       | Eusebio Sacristán     | Demitido                  | 18 de março de 2018    | 15º           | Imanol Alguacil             | [ 25 ]        |
| Espanyol            | Quique Sánchez Flores | Demitido                  | 20 de abril de 2018    | 16º           | David Gallego (interino)    | [ 26 ] [ 27 ] |
| Sevilla             | Vincenzo Montella     | Demitido                  | 28 de abril de 2018    | 7º            | Joaquín Caparrós (interino) | [ 28 ]        |

## Classificação
Atualizado em 20 de maio de 2018
| Pos. | Equipes             | Pts | J  | V  | E  | D  | GP | GC | SG  | Classificação ou rebaixamento                               |
| ---- | ------------------- | --- | -- | -- | -- | -- | -- | -- | --- | ----------------------------------------------------------- |
| 1    | Barcelona           | 93  | 38 | 28 | 9  | 1  | 99 | 29 | 70  | Fase de grupos da Liga dos Campeões da UEFA de 2018–19      |
| 2    | Atlético de Madrid  | 79  | 38 | 23 | 10 | 5  | 58 | 22 | 36  | Fase de grupos da Liga dos Campeões da UEFA de 2018–19      |
| 3    | Real Madrid         | 76  | 38 | 22 | 10 | 6  | 94 | 44 | 50  | Fase de grupos da Liga dos Campeões da UEFA de 2018–19      |
| 4    | Valencia            | 73  | 38 | 22 | 7  | 9  | 65 | 38 | 27  | Fase de grupos da Liga dos Campeões da UEFA de 2018–19      |
| 5    | Villarreal          | 61  | 38 | 18 | 7  | 13 | 57 | 50 | 7   | Liga Europa da UEFA de 2018–19                              |
| 6    | Betis               | 60  | 38 | 18 | 6  | 14 | 60 | 61 | –1  | Liga Europa da UEFA de 2018–19                              |
| 7    | Sevilla             | 58  | 38 | 17 | 7  | 14 | 49 | 58 | –9  | Segunda pré-eliminatória da Liga Europa da UEFA de 2018–19  |
| 8    | Getafe              | 55  | 38 | 15 | 10 | 13 | 42 | 33 | 9   |                                                             |
| 9    | Eibar               | 51  | 38 | 14 | 9  | 15 | 44 | 50 | –6  |                                                             |
| 10   | Girona              | 51  | 38 | 14 | 9  | 15 | 50 | 59 | –9  |                                                             |
| 11   | Espanyol            | 49  | 38 | 12 | 13 | 13 | 36 | 42 | –6  |                                                             |
| 12   | Real Sociedad       | 49  | 38 | 14 | 7  | 17 | 66 | 59 | 7   |                                                             |
| 13   | Celta de Vigo       | 49  | 38 | 13 | 10 | 15 | 59 | 60 | –1  |                                                             |
| 14   | Alavés              | 47  | 38 | 15 | 2  | 21 | 40 | 50 | –10 |                                                             |
| 15   | Levante             | 46  | 38 | 11 | 13 | 14 | 44 | 58 | –14 |                                                             |
| 16   | Athletic Bilbao     | 43  | 38 | 10 | 13 | 15 | 41 | 49 | –8  |                                                             |
| 17   | Leganés             | 43  | 38 | 12 | 7  | 19 | 34 | 51 | –17 |                                                             |
| 18   | Deportivo La Coruña | 29  | 38 | 6  | 11 | 21 | 38 | 76 | –38 | Zona de rebaixamento à Segunda Divisão Espanhola de 2018–19 |
| 19   | Las Palmas          | 22  | 38 | 5  | 7  | 26 | 24 | 74 | –50 | Zona de rebaixamento à Segunda Divisão Espanhola de 2018–19 |
| 20   | Málaga              | 20  | 38 | 5  | 5  | 28 | 24 | 61 | –37 | Zona de rebaixamento à Segunda Divisão Espanhola de 2018–19 |

## Confrontos
|                     | ALA | ATH | ATM | BAR | CEL | DEP | EIB | ESP | GET | GIR | LPA | LEG | LEV | MLG | BET | RMA | RSO | SEV | VAL | VIL |
| ------------------- | --- | --- | --- | --- | --- | --- | --- | --- | --- | --- | --- | --- | --- | --- | --- | --- | --- | --- | --- | --- |
| Alavés              | —   | 3–1 | 0–1 | 0–2 | 2–1 | 1–0 | 1–2 | 1–0 | 2–0 | 1–2 | 2–0 | 2–2 | 1–0 | 1–0 | 1–3 | 1–2 | 0–2 | 1–0 | 1–2 | 0–3 |
| Athletic Bilbao     | 2–0 | —   | 1–2 | 0–2 | 1–1 | 2–3 | 1–1 | 0–1 | 0–0 | 2–0 | 0–0 | 2–0 | 1–3 | 2–1 | 2–0 | 0–0 | 0–0 | 1–0 | 1–1 | 1–1 |
| Atlético de Madrid  | 1–0 | 2–0 | —   | 1–1 | 3–0 | 1–0 | 2–2 | 0–2 | 2–0 | 1–1 | 3–0 | 4–0 | 3–0 | 1–0 | 0–0 | 0–0 | 2–1 | 2–0 | 1–0 | 1–1 |
| Barcelona           | 2–1 | 2–0 | 1–0 | —   | 2–2 | 4–0 | 6–1 | 5–0 | 0–0 | 6–1 | 3–0 | 3–1 | 3–0 | 2–0 | 2–0 | 2–2 | 1–0 | 2–1 | 2–1 | 5–1 |
| Celta de Vigo       | 1–0 | 3–1 | 0–1 | 2–2 | —   | 1–1 | 2–0 | 2–2 | 1–1 | 3–3 | 2–1 | 1–0 | 4–2 | 0–0 | 3–2 | 2–2 | 2–3 | 4–0 | 1–1 | 0–1 |
| Deportivo La Coruña | 1–0 | 2–2 | 0–1 | 2–4 | 1–3 | —   | 1–1 | 0–0 | 2–1 | 1–2 | 1–1 | 1–0 | 2–2 | 3–2 | 0–1 | 0–3 | 2–4 | 0–0 | 1–2 | 2–4 |
| Eibar               | 0–1 | 0–1 | 0–1 | 0–2 | 0–4 | 0–0 | —   | 3–1 | 0–1 | 4–1 | 1–0 | 1–0 | 2–2 | 1–1 | 5–0 | 1–2 | 0–0 | 5–1 | 2–1 | 1–0 |
| Espanyol            | 0–0 | 1–1 | 1–0 | 1–1 | 2–1 | 4–1 | 0–1 | —   | 1–0 | 0–1 | 1–1 | 0–1 | 0–0 | 4–1 | 1–0 | 1–0 | 2–1 | 0–3 | 0–2 | 1–1 |
| Getafe              | 4–1 | 2–2 | 0–1 | 1–2 | 3–0 | 3–0 | 0–0 | 1–0 | —   | 1–1 | 2–0 | 0–0 | 0–1 | 1–0 | 0–1 | 1–2 | 2–1 | 0–1 | 1–0 | 4–0 |
| Girona              | 2–3 | 2–0 | 2–2 | 0–3 | 1–0 | 2–0 | 1–4 | 0–2 | 1–0 | —   | 6–0 | 3–0 | 1–1 | 1–0 | 0–1 | 2–1 | 1–1 | 0–1 | 0–1 | 1–2 |
| Las Palmas          | 0–4 | 1–0 | 1–5 | 1–1 | 2–5 | 1–3 | 1–2 | 2–2 | 0–1 | 1–2 | —   | 0–2 | 0–2 | 1–0 | 1–0 | 0–3 | 0–1 | 1–2 | 2–1 | 0–2 |
| Leganés             | 1–0 | 1–0 | 0–0 | 0–3 | 1–0 | 0–0 | 0–1 | 3–2 | 1–2 | 0–0 | 0–0 | —   | 0–3 | 2–0 | 3–2 | 1–3 | 1–0 | 2–1 | 0–1 | 3–1 |
| Levante             | 0–2 | 1–2 | 0–5 | 5–4 | 0–1 | 2–2 | 2–1 | 1–1 | 1–1 | 1–2 | 2–1 | 0–0 | —   | 1–0 | 0–2 | 2–2 | 3–0 | 2–1 | 1–1 | 1–0 |
| Málaga              | 0–3 | 3–3 | 0–1 | 0–2 | 2–1 | 3–2 | 0–1 | 0–1 | 0–1 | 0–0 | 1–3 | 0–2 | 0–0 | —   | 0–2 | 1–2 | 2–0 | 0–1 | 1–2 | 1–0 |
| Real Betis          | 2–0 | 0–2 | 0–1 | 0–5 | 2–1 | 2–1 | 2–0 | 3–0 | 2–2 | 2–2 | 1–0 | 3–2 | 4–0 | 2–1 | —   | 3–5 | 0–0 | 2–2 | 3–6 | 2–1 |
| Real Madrid         | 4–0 | 1–1 | 1–1 | 0–3 | 6–0 | 7–1 | 3–0 | 2–0 | 3–1 | 6–3 | 3–0 | 2–1 | 1–1 | 3–2 | 0–1 | —   | 5–2 | 5–0 | 2–2 | 0–1 |
| Real Sociedad       | 2–1 | 3–1 | 3–0 | 2–4 | 1–2 | 5–0 | 3–1 | 1–1 | 1–2 | 5–0 | 2–2 | 3–2 | 3–0 | 0–2 | 4–4 | 1–3 | —   | 3–1 | 2–3 | 3–0 |
| Sevilla             | 1–0 | 2–0 | 2–5 | 2–2 | 2–1 | 2–0 | 3–0 | 1–1 | 1–1 | 1–0 | 1–0 | 2–1 | 0–0 | 2–0 | 3–5 | 3–2 | 1–0 | —   | 0–2 | 2–2 |
| Valencia            | 3–1 | 3–2 | 0–0 | 1–1 | 2–1 | 2–1 | 0–0 | 1–0 | 1–2 | 2–1 | 1–0 | 3–0 | 3–1 | 5–0 | 2–0 | 1–4 | 2–1 | 4–0 | —   | 0–1 |
| Villarreal          | 1–2 | 1–3 | 2–1 | 0–2 | 4–1 | 1–1 | 3–0 | 0–0 | 1–0 | 0–2 | 4–0 | 2–1 | 2–1 | 2–0 | 3–1 | 2–2 | 4–2 | 2–3 | 1–0 | —   |

| Vitória do mandante; Vitória do visitante; Empate. | Em negrito os jogos "clássicos". |

## Desempenho
Clubes que lideraram o campeonato ao final de cada rodada:
| Rodadas | Rodadas | Rodadas | Rodadas | Rodadas | Rodadas | Rodadas | Rodadas | Rodadas | Rodadas | Rodadas | Rodadas | Rodadas | Rodadas | Rodadas | Rodadas | Rodadas | Rodadas | Rodadas | Rodadas | Rodadas | Rodadas | Rodadas | Rodadas | Rodadas | Rodadas | Rodadas | Rodadas | Rodadas | Rodadas | Rodadas | Rodadas | Rodadas | Rodadas | Rodadas | Rodadas | Rodadas | Rodadas |
| ------- | ------- | ------- | ------- | ------- | ------- | ------- | ------- | ------- | ------- | ------- | ------- | ------- | ------- | ------- | ------- | ------- | ------- | ------- | ------- | ------- | ------- | ------- | ------- | ------- | ------- | ------- | ------- | ------- | ------- | ------- | ------- | ------- | ------- | ------- | ------- | ------- | ------- |
| 1       | 2       | 3       | 4       | 5       | 6       | 7       | 8       | 9       | 10      | 11      | 12      | 13      | 14      | 15      | 16      | 17      | 18      | 19      | 20      | 21      | 22      | 23      | 24      | 25      | 26      | 27      | 28      | 29      | 30      | 31      | 32      | 33      | 34      | 35      | 36      | 37      | 38      |
| RMA     | RSO     | BAR     | BAR     | BAR     | BAR     | BAR     | BAR     | BAR     | BAR     | BAR     | BAR     | BAR     | BAR     | BAR     | BAR     | BAR     | BAR     | BAR     | BAR     | BAR     | BAR     | BAR     | BAR     | BAR     | BAR     | BAR     | BAR     | BAR     | BAR     | BAR     | BAR     | BAR     | BAR     | BAR     | BAR     | BAR     | BAR     |

Clubes que ficaram na última posição do campeonato ao final de cada rodada:
| Rodadas | Rodadas | Rodadas | Rodadas | Rodadas | Rodadas | Rodadas | Rodadas | Rodadas | Rodadas | Rodadas | Rodadas | Rodadas | Rodadas | Rodadas | Rodadas | Rodadas | Rodadas | Rodadas | Rodadas | Rodadas | Rodadas | Rodadas | Rodadas | Rodadas | Rodadas | Rodadas | Rodadas | Rodadas | Rodadas | Rodadas | Rodadas | Rodadas | Rodadas | Rodadas | Rodadas | Rodadas | Rodadas |
| ------- | ------- | ------- | ------- | ------- | ------- | ------- | ------- | ------- | ------- | ------- | ------- | ------- | ------- | ------- | ------- | ------- | ------- | ------- | ------- | ------- | ------- | ------- | ------- | ------- | ------- | ------- | ------- | ------- | ------- | ------- | ------- | ------- | ------- | ------- | ------- | ------- | ------- |
| 1       | 2       | 3       | 4       | 5       | 6       | 7       | 8       | 9       | 10      | 11      | 12      | 13      | 14      | 15      | 16      | 17      | 18      | 19      | 20      | 21      | 22      | 23      | 24      | 25      | 26      | 27      | 28      | 29      | 30      | 31      | 32      | 33      | 34      | 35      | 36      | 37      | 38      |
| DEP     | LPA     | ALA     | ALA     | MÁL     | ALA     | MÁL     | MÁL     | MÁL     | ALA     | MÁL     | LPA     | ALA     | MÁL     | LPA     | LPA     | LPA     | LPA     | LPA     | MÁL     | MÁL     | MÁL     | MÁL     | MÁL     | MÁL     | MÁL     | MÁL     | MÁL     | MÁL     | MÁL     | MÁL     | MÁL     | MÁL     | MÁL     | MÁL     | MÁL     | MÁL     | MÁL     |

## Estatísticas
| Pos. | Jogador           | Equipe             | Gols |
| ---- | ----------------- | ------------------ | ---- |
| 1    | Lionel Messi      | Barcelona          | 34   |
| 2    | Cristiano Ronaldo | Real Madrid        | 26   |
| 3    | Luis Suárez       | Barcelona          | 25   |
| 4    | Iago Aspas        | Celta de Vigo      | 22   |
| 5    | Christian Stuani  | Girona             | 21   |
| 6    | Antoine Griezmann | Atlético de Madrid | 19   |
| 7    | Maxi Gómez        | Celta de Vigo      | 17   |
| 8    | Gareth Bale       | Real Madrid        | 16   |
| 8    | Gerard Moreno     | Espanyol           | 16   |
| 8    | Rodrigo           | Valencia           | 16   |

| Pos. | Jogador           | Equipe             | Assists. |
| ---- | ----------------- | ------------------ | -------- |
| 1    | Lionel Messi      | Barcelona          | 12       |
| 1    | Pablo Fornals     | Villarreal         | 12       |
| 1    | Luis Suárez       | Barcelona          | 12       |
| 4    | Karim Benzema     | Real Madrid        | 10       |
| 5    | Antoine Griezmann | Atlético de Madrid | 9        |
| 5    | Gonçalo Guedes    | Valencia           | 9        |
| 5    | Pione Sisto       | Celta de Vigo      | 9        |
| 5    | Daniel Wass       | Celta de Vigo      | 9        |
| 9    | Jordi Alba        | Barcelona          | 8        |
| 9    | José Ángel        | Eibar              | 8        |
| 9    | Andrés Guardado   | Betis              | 8        |
| 9    | José Luis Morales | Levante            | 8        |

### Hat-tricks
Atualizado em 20 de maio de 2018
| Jogador            | Para               | Contra              | Resultado | Data                    | Ref.   |
| ------------------ | ------------------ | ------------------- | --------- | ----------------------- | ------ |
| Lionel Messi       | Barcelona          | Espanyol            | 5–0       | 9 de setembro de 2017   | [ 33 ] |
| Simone Zaza        | Valencia           | Málaga              | 5–0       | 19 de setembro de 2017  | [ 34 ] |
| Lionel Messi4      | Barcelona          | Eibar               | 6–1       | 19 de setembro de 2017  | [ 35 ] |
| Cédric Bakambu     | Villarreal         | Eibar               | 3–0       | 1 de outubro de 2017    | [ 36 ] |
| Iago Aspas         | Celta de Vigo      | Las Palmas          | 5–2       | 16 de outubro de 2017   | [ 37 ] |
| Ibai Gómez         | Alavés             | Girona              | 3–2       | 4 de dezembro de 2017   | [ 38 ] |
| Michael Olunga     | Girona             | Las Palmas          | 6–0       | 13 de janeiro de 2018   | [ 39 ] |
| Cristiano Ronaldo  | Real Madrid        | Real Sociedad       | 5–2       | 10 de fevereiro de 2018 | [ 40 ] |
| Luis Suárez        | Barcelona          | Girona              | 6–1       | 24 de fevereiro de 2018 | [ 41 ] |
| Antoine Griezmann  | Atlético de Madrid | Sevilla             | 5–2       | 25 de fevereiro de 2018 | [ 42 ] |
| Antoine Griezmann4 | Atlético de Madrid | Leganés             | 4–0       | 28 de fevereiro de 2018 | [ 43 ] |
| Cristiano Ronaldo4 | Real Madrid        | Girona              | 6–3       | 18 de março de 2018     | [ 44 ] |
| Iago Aspas         | Celta de Vigo      | Sevilla             | 4–0       | 7 de abril de 2018      | [ 45 ] |
| Lionel Messi       | Barcelona          | Leganés             | 3–1       | 7 de abril de 2018      | [ 46 ] |
| Carlos Bacca       | Villarreal         | Celta de Vigo       | 4–1       | 28 de abril de 2018     | [ 47 ] |
| Lionel Messi       | Barcelona          | Deportivo La Coruña | 4–2       | 29 de abril de 2018     | [ 48 ] |
| Emmanuel Boateng   | Levante            | Barcelona           | 5–4       | 13 de maio de 2018      | [ 49 ] |
| Philippe Coutinho  | Barcelona          | Levante             | 4–5       | 13 de maio de 2018      | [ 49 ] |

4 Jogador marcou quatro gols.